# Manuel Bodrožić
Manuel Bodrožić (Wiesbaden, 25. prosinca 2004.), hrvatski je kickboksač koji živi u Njemačkoj. Višestruki je svjetski, europski i njemački prvak te višestruki osvajač njemačkoga kupa. Član je MK Wiesbaden.
Obitelj mu je podrijetlom iz Sviba.
Trenira od treće godine. Do petnaeste godine osvojio je šest naslova svjetskoga i sedam naslova europskog prvaka te je jedanaest puta bio njemački prvak. Na Svjetskom kupu u rujnu 2022. u Salzburgu osvojio je naslov svjetskoga prvaka do 18 godina u kategoriji do 70 kg.
Pohađa gimnaziju u Wiesbadenu.